# Miguel Agustín Pro
José Ramón Miguel Agustín Pro Juárez (Guadalupe, Zacatecas; 13 de enero de 1891-Ciudad de México, 23 de noviembre de 1927) fue un sacerdote católico, activista por la libertad religiosa en México, y miembro de la Compañía de Jesús, que fue acusado por el gobierno de Plutarco Elías Calles de participar en un atentado contra el candidato presidencial Álvaro Obregón, dentro del contexto del extenso enfrentamiento entre la Iglesia y el Estado que afectó a México entre 1914 y 1938, y que alcanzó su máxima expresión con la denominada Guerra Cristera (1926-1929). Miguel Pro fue fusilado sin juicio alguno ni desahogo de pruebas, junto con su hermano Humberto, Luis Segura Vilchis y Juan Tirado Arias. Fueron ejecutados por un pelotón en una comandancia de la policía capitalina, ubicada en el terreno ocupado en la actualidad por el edificio El Moro. En el marco del citado conflicto, fue el primer mexicano declarado mártir por odio a la fe por la Iglesia católica, y beatificado por el papa Juan Pablo II en 1988.

## Contexto histórico anterior
El conflicto entre la Iglesia y el Estado en México tuvo sus antecedentes más lejanos en la expulsión de los jesuitas del Imperio español. Este hecho constituyó un grave trauma que quedó grabado en la conciencia de los católicos, que vieron por primera vez la posibilidad de un enfrentamiento entre la Iglesia y el Estado. La guerra de Independencia de 1810-1821 resultó en intentos por disminuir la sujeción de la Iglesia al Estado, un asunto que generó dificultades a lo largo de todo el siglo XIX, y relaciones conflictivas entre liberales y conservadores.
En 1855 se desató una revolución liberal y con ella una serie de decretos y de leyes que modificaron la relación Iglesia-Estado. Durante la presidencia de Ignacio Comonfort se suprimió la Compañía de Jesús en México, por decreto publicado el 5 de junio de 1856. La Ley Lerdo, expedida el 25 de junio de 1856, obligó a las corporaciones civiles y eclesiásticas a vender casas y terrenos. La ley fue concebida como una forma de desarrollar la economía de México a expensas del socavamiento del poder económico de la Iglesia. Supuestamente buscaba aumentar el número de propietarios privados indígenas, y formar una clase de agricultores hacendados de extracción campesina, pero en la práctica la tierra fue comprada por ricos especuladores y la mayor parte de las tierras indígenas se perdieron. Así, las tierras comunitarias terminaron por engrosar el tamaño de latifundios y haciendas. Adicionalmente la Ley Iglesias, expedida el 11 de abril de 1857, reguló el cobro de derechos parroquiales. Tras la promulgación de la Constitución de 1857 la Iglesia perdió la mayor parte de sus privilegios aunque se acordó cierta independencia de los poderes seculares.
La dictadura de Porfirio Díaz (1876-1910), constituyó un interregno a la hostilidad contra la Iglesia, en el cual esta se fortaleció. El derrocamiento del dictador Porfirio Díaz provocó inestabilidad política, con muchas facciones y regiones en pugna. La Revolución mexicana iniciada en 1910, desembocó en el triunfo de los constitucionalistas en 1916, al mando de Venustiano Carranza, y la promulgación de una nueva Constitución en 1917 que incluía reformas contra la Iglesia. Se le prohibió a la Iglesia poseer cualquier tipo de bienes, incluidos los templos y las casas rurales (nacionalización de los bienes eclesiásticos). Con respecto a la educación, el Estado se reservó el deber de formar a las nuevas generaciones bajo una moral secularizada, señalando la gratuidad de la enseñanza para el nivel básico, y la calidad laica de sus contenidos. Los establecimientos particulares no solo estaban supeditados a la supervisión estatal en la obtención del permiso correspondiente y en la revisión de sus contenidos, sino que además no se revalidaba ni otorgaba dispensa a cualquier otro trámite que tuviera por fin dar validez a estudios hechos en los establecimientos destinados a la enseñanza profesional de los ministros de los cultos: eso repercutía en la invalidez de los títulos expedidos por las instituciones de formación religiosa. Además, no se le reconoció la personalidad jurídica a ninguna asociación religiosa y se prohibieron los votos religiosos. Siguió un período político de corte liberal, con las presidencias de Álvaro Obregón (1920-1924) y Plutarco Elías Calles (1924-1928). La presidencia de Calles coincidió con el período más álgido de las relaciones Iglesia-Estado en México y el desarrollo de la Guerra cristera.

Entre 1914 y 1938 ocurrió el gran enfrentamiento entre la Iglesia y el Estado en el México revolucionario.
Jean Meyer

## Biografía

### Infancia y adolescencia
Miguel Agustín Pro nació en el seno de una familia minera en Guadalupe, Zacatecas, el 13 de enero de 1891. Fue el tercero de once hijos, cuatro de los cuales murieron siendo bebés o niños pequeños. Su padre, Miguel Pro, era un ingeniero moderadamente adinerado que había enseñado a sus hijos a tratar al pobre con respeto y caridad. La familia Pro se oponía al liberalismo del régimen de Díaz, pero «se enfocaba hacia adentro, y era apolítica por principio». En 1896 la familia Pro se mudó a la ciudad de Monterrey. En 1898 se trasladó a Concepción del Oro, Zacatecas, y allí pasó Miguel Agustín la mayor parte de su infancia y juventud. Desde muy joven fue llamado por su apodo, "Cocol".
El fermento revolucionario trastornó el sustento de la familia Pro y en la década del año 1890, en medio de una ola de huelgas laborales, el padre dejó su labor en la mina y comenzó su trabajo para una secretaría gubernamental.
A partir de 1906 Miguel Agustín dejó de estudiar y comenzó a ayudar a su padre en sus negocios de la Agencia Minera de la Secretaría de Fomento en Concepción del Oro. Poco después su padre fue nombrado agente Oficial de dicha Secretaría y tomó a su hijo como colaborador directo en su oficina para que aprendiera el manejo de los documentos. A los 18 años de edad manejaba más de dos mil documentos relacionados con las minas y tomaba parte en litigios y arbitrajes.

### Vocación, estudios en el extranjero y ordenación sacerdotal
Su hermana mayor María de la Luz ingresó en un convento de la Congregación de la Pureza de María en Aguascalientes, y eso lo impulsó a reflexionar sobre su vocación religiosa. Finalmente, Miguel Agustín ingresó al noviciado de los jesuitas en Los Llanos, Michoacán, del 15 de agosto de 1911. Después del noviciado continuó sus estudios en Los Gatos, California, ya que los jesuitas debieron abandonar Los Llanos a causa de la presencia del ejército constitucionalista, liderado por Venustiano Carranza.
Luego pasó a España (1915–1919) donde permaneció cinco años dedicado a la filosofía y la retórica.

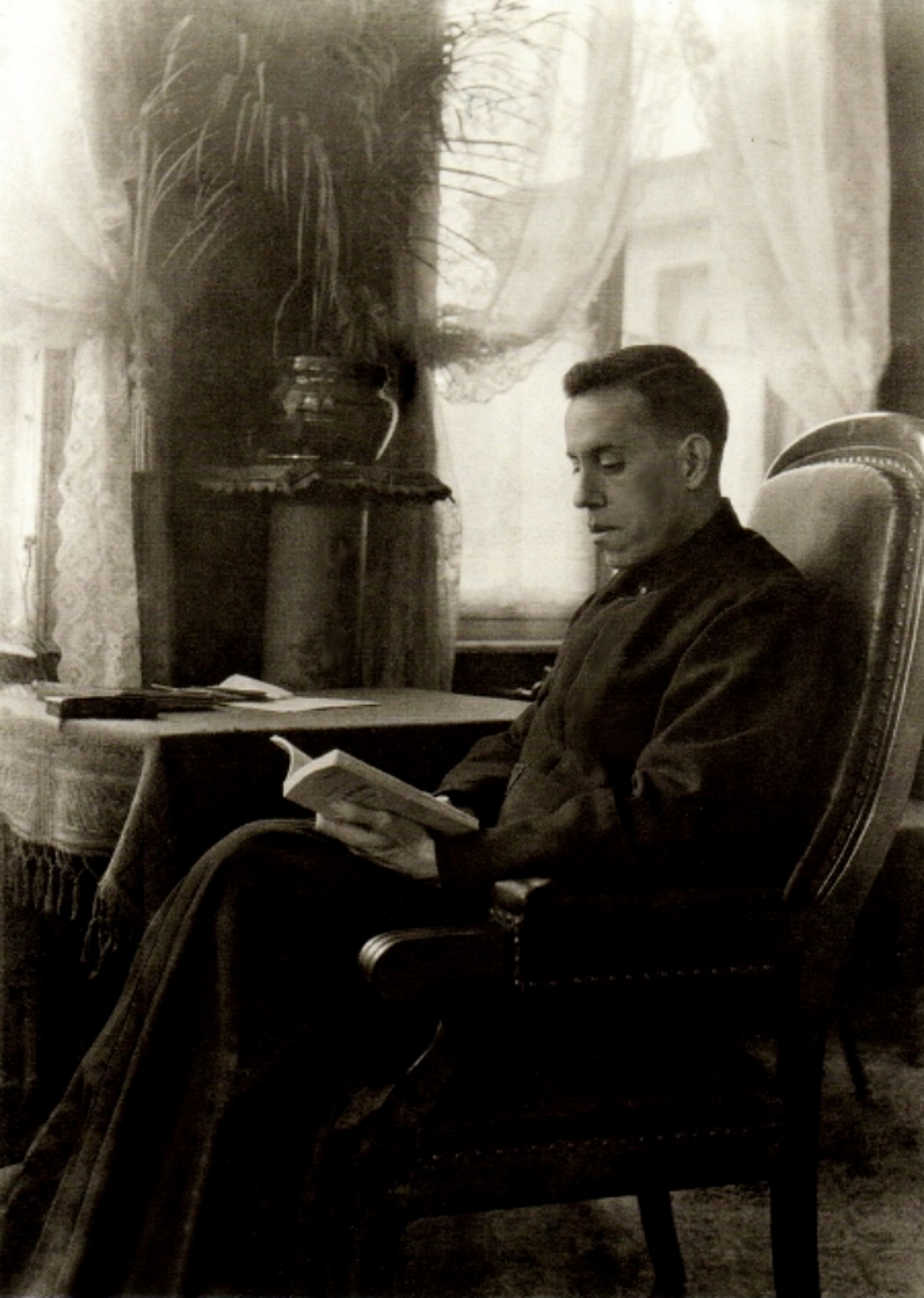
Miguel Pro en Enghien, Bélgica, en diciembre de 1925

De 1919 a 1922 enseñó en Nicaragua. Luego regresó a España y continuó sus estudios en Enghien, Bélgica, donde vivió en una comunidad con 130 jesuitas. Allí fue enviado por el padre Camilo Crivelli –provincial de la provincia de México- para prepararlo en cuestiones sociales para ejercer su ministerio entre los comunistas de Orizaba e impulsar el movimiento social católico. Según Crivelli, Miguel Agustí Pro tenía las características requeridas para trabajar con los obreros mexicanos:

[…] un hombre popular entre los obreros, que tenga trato familiar con ellos, que sepa adaptarse a sus costumbres, que no sólo en sus sermones, sino hasta en su manera de hablar y conversaciones los atraiga, un hombre que sepa infiltrarles y conservarles el buen humor; que los entienda y a quien ellos puedan acudir gustosos y sin embarazo.

Allí fue ordenado sacerdote a finales de agosto de 1925. Al siguiente mes se agravó su estado de salud y fue enviado a la Clínica de Saint-Remy para su tratamiento. Enfermo desde sus tiempos de estudiante, el jesuita atravesó por un verdadero calvario consistente en varias intervenciones quirúrgicas para resolver una innominada afección estomacal. Su recuperación fue larga. Allí se enteró de la muerte de su madre. Meses más tarde fue enviado a una casa de convalecencia en Hyéres, atendida por religiosas franciscanas. Dada la gravedad de su condición, el padre Picard, nuevo rector del Teologado de Enghien, decidió enviarlo de regreso a México dado que su enfermedad no tenía remedio según el diagnóstico médico: «Regresa Ud. para morir en su patria».
En esa situación realizó un viaje a Lourdes, en los Altos Pirineos, esperanzado de que una intervención de la Virgen de Lourdes le devolviera la salud. De su visita a la gruta de Massabielle en el interior del célebre santuario escribió:

«Ha sido uno de los días más felices de mi vida. No me pregunte lo que hice o qué dije. Sólo sé que estaba a los pies de mi Madre y que yo sentí muy dentro de mí su presencia bendita y su acción.»

### Regreso a México, apostolado y fusilamiento

#### Contexto del regreso a México y su actividad
El 14 de junio de 1926 el presidente Plutarco Elías Calles emitió un decreto que prohibió a la Iglesia celebrar eventos religiosos en lugares distintos a los designados (templos); estableció el derecho del gobierno de designar el número de sacerdotes que realizarían funciones religiosas en cada estado de la República y estableció un proceso de registro obligatorio en una oficina de la Secretaría de Gobernación, entre otras restricciones. Debido a la Ley Calles se clausuraron 142 templos en el país y varias capillas en asilos de beneficencia privada abiertos al público; se suprimieron las acciones de religiosos en todas las instituciones de beneficencia en las que participaban; se cerraron 73 conventos y se expulsó a numerosos sacerdotes extranjeros. A finales de julio de 1926, el episcopado mexicano ordenó la suspensión de todos los actos de carácter religioso.
En julio de 1926 Miguel Agustín Pro regresó a México cuando, en expresión de la Enciclopedia Británica, «el catolicismo estaba virtualmente proscrito en ese país». Luego de que el gobierno de México decidiera reglamentar los artículos 27 y 130 de la Constitución Política de los Estados Unidos Mexicanos en materia de relaciones Estado-Iglesia, una ola de descontento y protestas cundió por todo el país. Como consecuencia de ello se crearon la Liga Nacional para la Defensa de las Libertades Religiosas y otras organizaciones de laicos, religiosos y sacerdotes católicos.
El padre Pro brindó durante ese periodo sus servicios como consejero espiritual y sacerdotal a varias de esas organizaciones. Desarrolló un trabajo desgastante durante los meses que vivió en la capital, mientras huía de casa en casa para despistar a los sabuesos del gobierno que seguían sus pasos.

[...] Aquellos eran tiempos en los que los fieles se persuadían de que la salvación eterna dependía mayormente de recibir los santos sacramentos en el momento oportuno. Esa es la razón por la cual Pro se multiplica, distribuyendo en la clandestinidad miles de comuniones, bautizos, celebrando la Eucaristía y confesando hasta que se desmayó dos veces. Sus movimientos parecen haber sido notados por lo que su superior inmediato le pidió que se escondiera. Pro entonces pide que se revoque la orden y explica: «La situación aquí es difícil […] sin embargo la gente necesita ayuda espiritual. Escucho todos los días de personas que mueren sin la sacramentos. No hay sacerdotes que se enfrenten a la situación. Se esconden porque son obedientes o porque temen» (AHCJM/Fernando Azuela. Homilia, 1988 pág. 3).

Se hizo rápidamente popular entre los católicos y, por ello mismo, fue visto con recelo por las autoridades que resentían su disposición a rechazar, muchas veces de manera jocosa, las restricciones impuestas por la nueva legislación. Ejercía a escondidas su ministerio, usaba disfraces para eludir los controles policiales y predicaba en secreto ejercicios espirituales. Fundó centros eucarísticos donde distribuía cientos de comuniones clandestinamente, llegando hasta las 1500 eucaristías en un solo día. Se desplazaba subrepticiamente en bicicleta. En palabras escritas del propio Miguel Pro: «Mi apariencia de estudiante evita muchas suspicacias sobre mi profesión. Algunas veces con un bastón en la mano, otras con un perro policía que me han regalado y me sigue los talones, otras montando la bicicleta de mi hermano (que me ha dejado ya un moretón en el brazo derecho y un chichón en la frente) voy a todas partes de día y de noche, haciendo el bien…»

El padre Pro no tuvo un liderazgo militar o político en el conflicto cristero. A diferencia de otros sacerdotes que fueron protagonistas, líderes guerrilleros y estrategas del movimiento, el padre Pro se dedicó a mantener los servicios religiosos suspendidos por el Estado. Ahí radica su principal papel, en la realización continua de su ministerio. En la persistencia de su vocación a pesar del riesgo de muerte que conllevaba su práctica. Durante el poco tiempo que desempeñó su sacerdocio en México siempre encontró la manera de servir a las comunidades del Distrito Federal que requerían su atención. Decía misas, confirmaba, daba comuniones, confesaba, casaba a la gente y hacía un constante proselitismo entre los jóvenes y obreros.

#### Atentado contra el general Álvaro Obregón
En noviembre de 1927, el ingeniero Luis Segura Vilchis desarrolló un plan para atentar contra el general Álvaro Obregón, por entonces candidato a la presidencia de la República. El atentado tuvo lugar el domingo 13 de noviembre de 1927 y consistió en alcanzar el automóvil donde Obregón se movilizaba y arrojarle una bomba. El plan se frustró: el artefacto explosivo no logró herir al general Obregón. Sus guardias respondieran al atentado y responsabilizaron a los hermanos Miguel Agustín Pro y Humberto Pro. En realidad, la única conexión entre el atentado y los hermanos Pro fue el automóvil Essex usado para el ataque que anteriormente había sido de la propiedad de uno de los hermanos del sacerdote.
En prisión, Miguel Agustín Pro se expresó de forma lacónica: dijo su edad, profesión, lugar de nacimiento, que había conocido a Segura Vilchis en un bautismo, pero que no tenía conocimiento del atentado ni de su planificación. Por su parte Humberto Pro dijo a la policía que él y sus hermanos habían estado fuera de la ciudad, y que supieron del atentado por los periódicos. Reconoció que había vendido el automóvil Essex a José González el martes o miércoles anterior, pero que desconocía que González lo había adquirido para Luis Segura Vilchis, a quien había conocido a través de sus actividades en la Asociación Católica de la Juventud Mexicana.

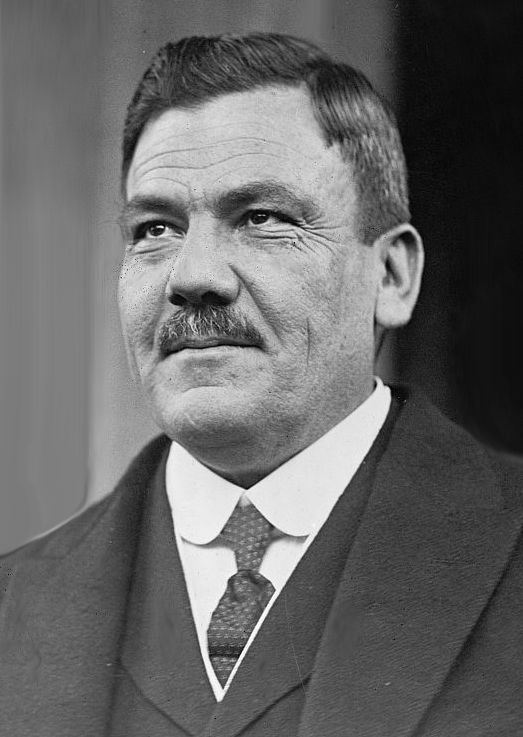
El presidente Plutarco Elías Calles ordenó el fusilamiento sin juicio previo de Miguel Agustín Pro

Incapaz de probar que el Ing. Luis Segura Vilchis había participado en el intento de asesinato contra el general Obregón, la policía estuvo a punto de liberarlo. Pero cuando Segura vio que los hermanos Pro estaban en prisión, le dijo al inspector general Cruz que él era responsable del atentado. El informe de Antonio Quintana confirmó que Segura confesó ser «el director, y el autor intelectual y material del ataque». A pesar de que Segura Vilchis declaró voluntariamente y asumió toda la responsabilidad al inculparse por completo como autor material e intelectual del atentado, las autoridades sumaron a su culpabilidad a los hermanos Humberto y Miguel Agustín Pro.
El ministerio público construyó así un caso muy criticado posteriormente, tanto por el tipo de pruebas usadas como por las acusaciones levantadas en contra de los hermanos Pro. Fue decretada su muerte por fusilamiento, sin juicio alguno, por orden directa de Plutarco Elías Calles al inspector general Roberto Cruz, por entonces inspector de policía, a pesar de haberse obtenido un amparo a su favor, y no se le permitió al actuario comparecer para que se suspendiera la ejecución. El compositor Agustín Lara fue apresado y, según su propio testimonio en un programa de radio, estuvo encerrado en el mismo sitio donde el padre Pro pasó sus últimas horas.
Un dato singular sobre el sacerdote Miguel Agustín Pro brindó valiosa información para interpretar las verdaderas razones del fusilamiento apresurado de su persona: el jesuita había participado en la fundación de la Asociación Católica de la Juventud Mexicana. Con su fusilamiento, Plutarco Elías Calles y Álvaro Obregón habrían pretendido lastimar moralmente a las entidades católicas que señalaban al art. 130 de la Constitución y la Ley Calles como violatorias de un derecho fundamental de las personas, que es el de la libertad de conciencia. Los hermanos Pro habían participado además de la Liga Nacional para la Defensa de las Libertades Religiosas, que antagonizaba las acciones de Calles. Adicionalmente, el rechazo del papa Pio XI de las proposiciones que le hacían Calles y Obregón respecto a la situación religiosa en México pudo contribuir en la toma de decisión precipitada por parte del presidente. Según testimonio del propio general Cruz, él estaba presente e hizo notar a Plutarco Calles la conveniencia de dar a la sentencia alguna apariencia legal. Calles le gritó molesto que no, y adujo que estaba «comprobada la culpabilidad de estos individuos. Y del cura que fue el autor intelectual». El general Cruz señaló no recordar cuáles pruebas fueron esas y no suministró ninguna información adicional a la prensa sobre las supuestas actividades criminales de Miguel Agustín Pro. Adicionalmente, el general Cruz tuvo tiempo de organizar la ejecución, lo que solo significa que la muerte de los condenados estaba decidida de antemano en atención a un imperativo diferente de la justicia legal y judicial

#### Ejecución de Miguel Agustín Pro

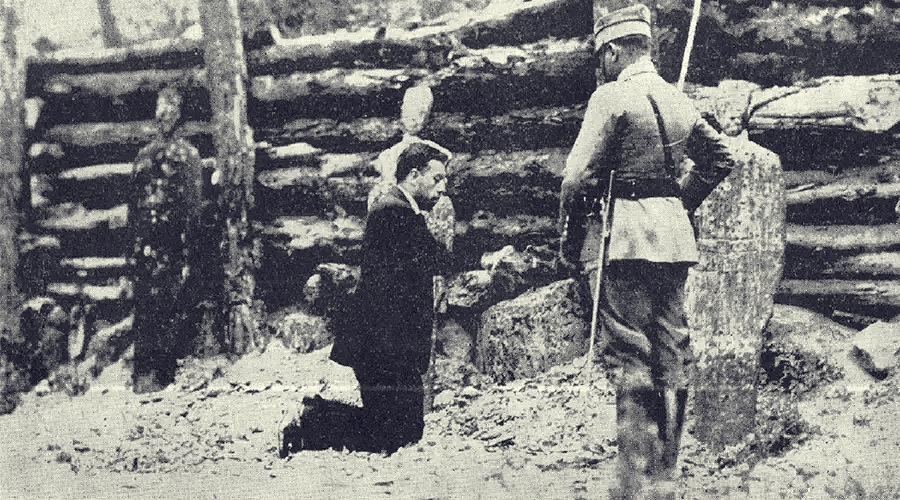
Agustín Pro pidió orar antes de su ejecución
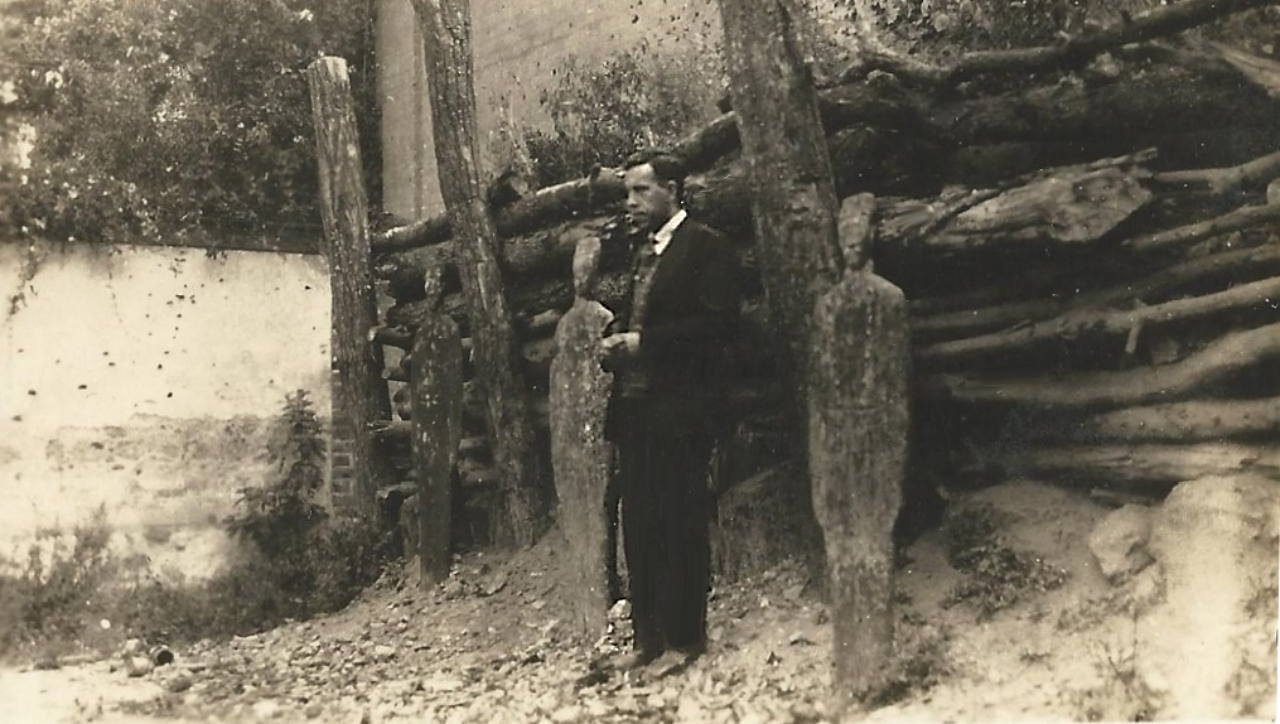
Puesto de pie, enfrentó el pelotón de fusilamiento
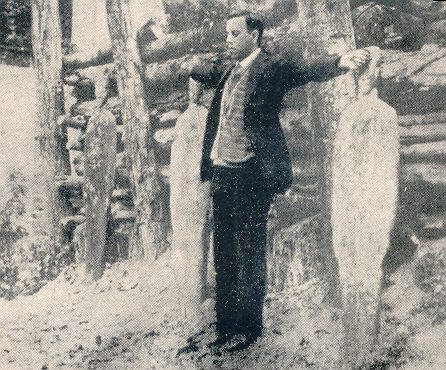
Abrió sus brazos en cruz
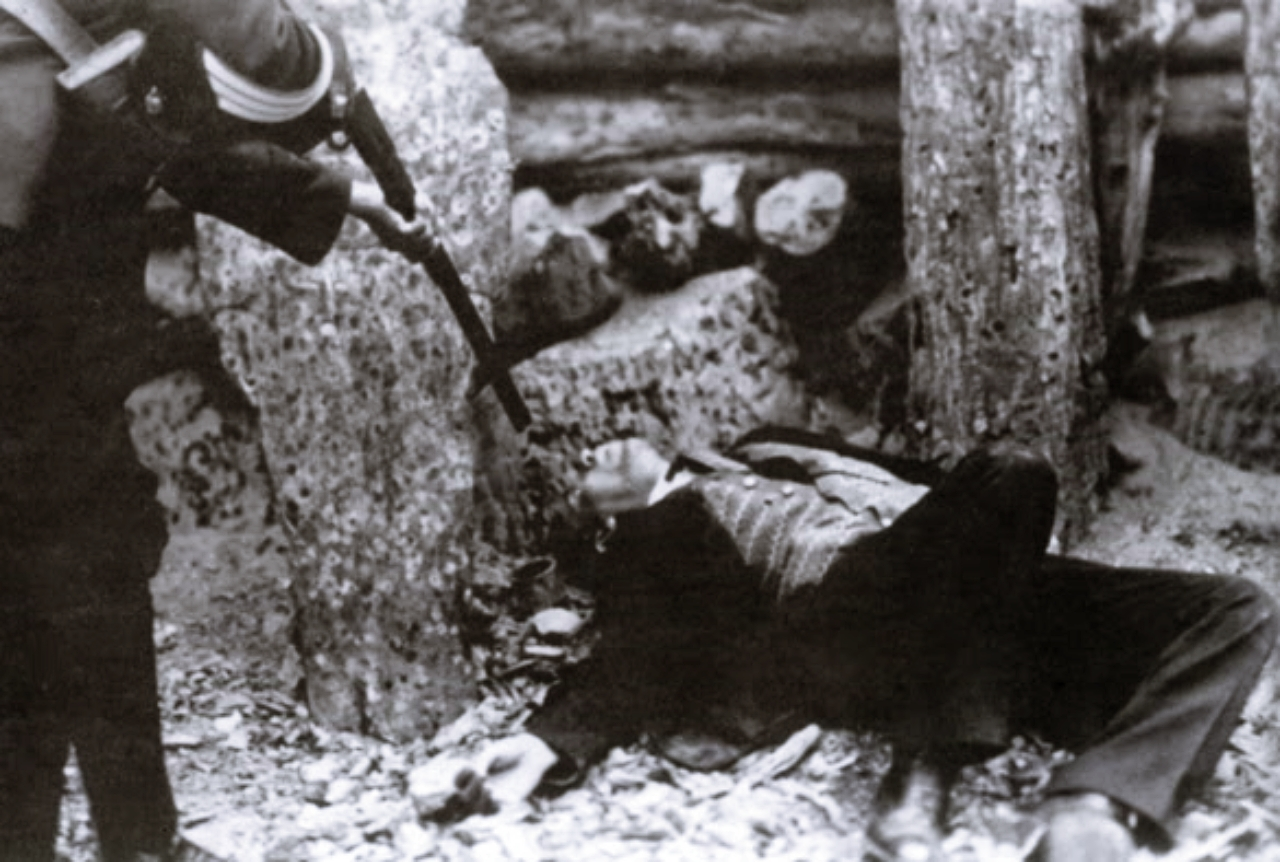
Luego del fusilamiento recibió un tiro de gracia

Lo fusilaron en un patio de la sede central de la policía de México el 23 de noviembre de 1927 a las diez y media de la mañana. Nadie le había anunciado la sentencia de muerte. Nadie se la hubiese podido anunciar ya que no se había celebrado algún juicio contra él. Su fusilamiento constituyó una ceremonia oficial, un desfile, una fiesta. En aquel patio se hallaban encuadrados un pelotón de soldados, policías a caballo, generales, abogados del estado, periodistas y fotógrafos. Hasta se había invitado a algunos embajadores a presenciar el acto. Un hombre joven con corbata, chaleco y chaqueta entra en el patio escoltado por la policía. El oficial que lo había arrestado se le acerca confuso, como para pedirle perdón por lo que va a suceder. El hombre joven le dice: «No solamente le perdono, sino que le doy las gracias». La víctima era el padre Miguel Agustín Pro, de 36 años [...] Este martirio tiene entre muchas una característica excepcional: la presencia de numerosos testigos del hecho [...] y una documentación fotográfica del martirio querida y publicada para el escarnio por los mismos ejecutores del crimen.

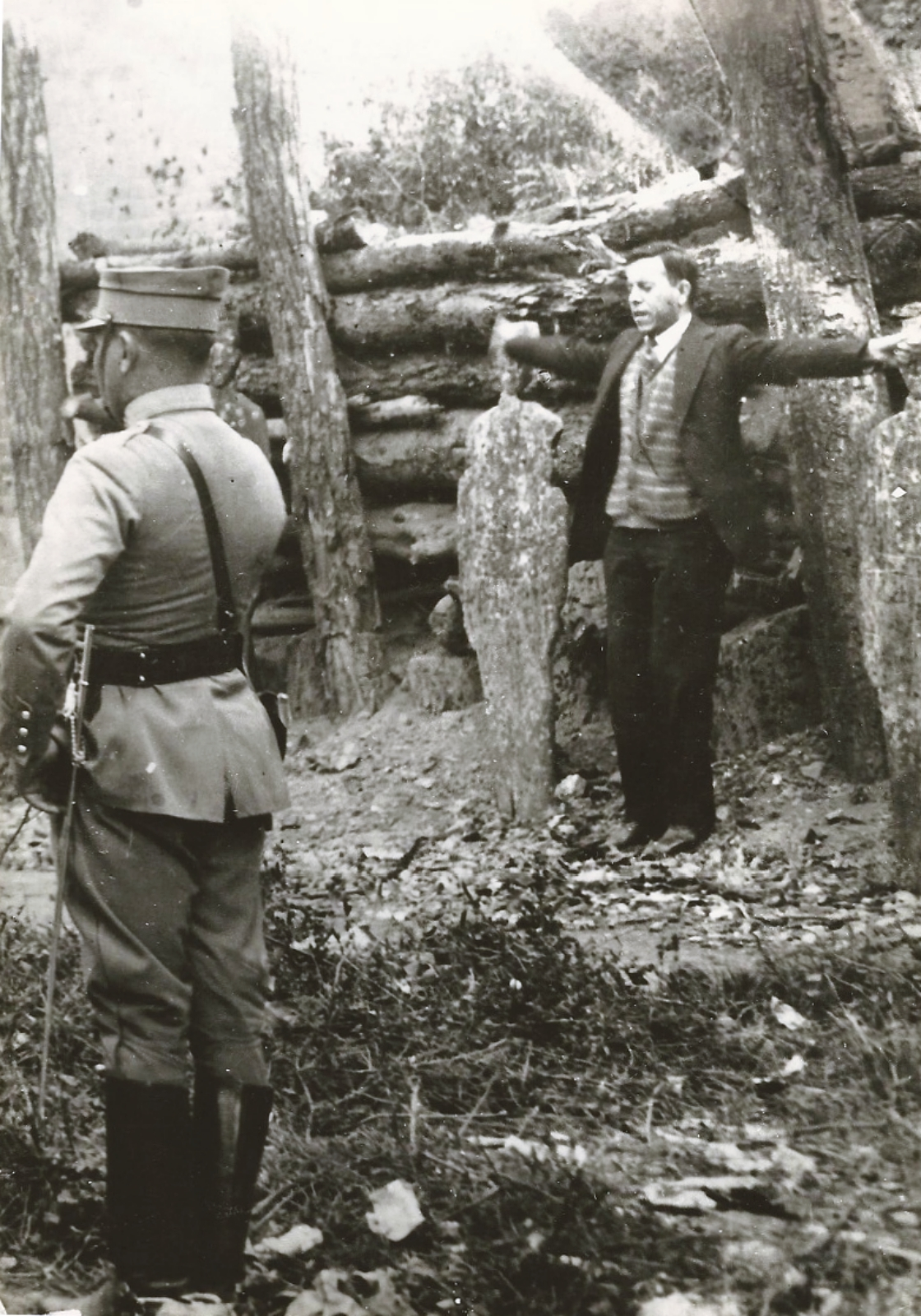
Imagen del momento de la ejecución en que Miguel Pro recibe los proyectiles con sus brazos abiertos en cruz.

Roberto Cruz fue el encargado de ejecutar la sentencia. Se invitó a la prensa a participar, en uno de los primeros intentos modernos de utilizar imágenes de los medios para manipular la opinión pública con fines antirreligiosos. Pro caminó hacia la ejecución, rehusó que se le vendaran los ojos, y pidió que se le permitiera orar antes de morir. Al cabo de unos minutos, se puso de pie, extendió los brazos en forma de cruz, y con voz firme, ni desafiante ni desesperada, dijo las palabras: “Viva Cristo Rey”. Contrariamente a lo esperado por quienes organizaron su muerte, las fotografías del fusilamiento de Miguel Agustín Pro se convirtieron en objeto de devoción en México y de difusión internacional, lo que sumado a la debilidad de las acusaciones y al carisma de Pro hicieron que muy pronto su caso se transformara en un ejemplo de los excesos cometidos por el gobierno de México de ese entonces. Los funcionarios declararon que la mera posesión de las fotos se consideraba un acto de traición, en un intento sin éxito de suprimir su circulación.
Con Miguel Pro murieron fusilados su hermano Humberto, jefe regional de la Liga en el Distrito Federal; Luis Segura Vilchis, jefe del Comité Especial de la Liga, y Juan Tirado Arias. Roberto, el más joven de los hermanos Pro, sobrevivió gracias a una suspensión de la condena en el último momento y se exilió en Cuba.
Durante la ceremonia de beatificación que tuvo lugar 61 años después de la muerte del padre Pro, Fernando Azuela afirmó: 

«No hay forma de negar que Pro vivió la disposición mística del martirio: la convicción de que no hay mayor gracia para quien sigue a Jesús a imitarlo en el momento supremo de la cruz. Por ello, Pro es obsesivo […] y, en consecuencia, el extender los brazos en cruz mirando al pelotón de fusilamiento no fue una imitación superficial, sino algo meditado de antemano.»

## Reconocimientos
A partir de 1928 y durante los años treinta apareció en numerosos altares familiares mexicanos la imagen de un joven sacerdote, con tipo mestizo, cara alargada y ojos grandes y expresivos, que fue elevado por el pueblo católico a la categoría de santo, antes de efectuarse algún proceso canónico. La devoción que su persona y su martirio despertaron en el pueblo fue inusitada, sobre todo si pensamos que muchos sacerdotes que habían luchado durante el conflicto religioso y muerto en circunstancias semejantes no fueron elevados a los altares.
Alicia Olivera de Bonfil

### Beatificación
La Iglesia católica consideró que la muerte de Miguel Agustín Pro fue un martirio por causa de la fe, y el proceso de su beatificación fue promovido. Fue beatificado el 25 de septiembre de 1988 durante el pontificado de Juan Pablo II.

El Padre F. Azuela afirmó durante su homilía en la ceremonia de beatificación: «Para los que pertenecen a la Compañía de Jesús, Miguel Agustín resulta ser un verdadero jesuita de nuestro tiempo. Su interés por escuchar “los clamores del pueblo” nos hizo actualizar el sentido de nuestra vocación. Es ahora una lucha continua para promover la fe y promover la justicia que ella implica, nacida de una opción preferencial por los pobres» (AHCJM/Fernando Azuela, homilía, 1988, p. 8).

Su fiesta corresponde con el día del aniversario de su muerte, el 23 de noviembre. En el contexto de las beatificaciones y canonizaciones de laicos, religiosos y sacerdotes víctimas de la represión durante el conflicto Iglesia-Estado de 1926-1929, fue el primer mexicano declarado mártir y beato.

### Instituciones y organizaciones
Varios colegios llevan su nombre —uno en Tacna, en Perú, fundado por el SJ Fred Green Fernández y otro, el Instituto Zacatecas Miguel Agustín, en Guadalupe— ciudad donde se conserva la casa natal del mártir.
El Centro de Derechos Humanos 'Miguel Agustín Pro Juárez' (conocido como Centro Prodh), fundado por la Compañía de Jesús en 1988. Esta organización no gubernamental lucha por «defender, promover e incidir en la vigencia y el respeto de los derechos humanos en México», principalmente en los sectores más pobres y vulnerables: comunidades indígenas, migrantes, trabajadores y víctimas de la represión social. El Prodh desarrolla diferentes formas de participación (activismo, litigio, etc.) ante instancias internacionales como la Comisión Interamericana de Derechos Humanos, la Corte Interamericana de Derechos Humanos, los Comités y los mecanismos especiales de la Organización de las Naciones Unidas, etc. Asimismo, el Centro Prodh colabora con organizaciones no gubernamentales como Amnistía Internacional, la Oficina en Washington para Asuntos Latinoamericanos, Human Rights Watch, la Organización Mundial contra la Tortura, la Comisión Internacional de Juristas, el Centro por la Justicia y el Derecho Internacional (CEJIL), etc.
En 2007, se estrenó la película Padre Pro, dirigida Miguel Rico Tavera, sobre la vida del beato.